# 엘러리 퀸

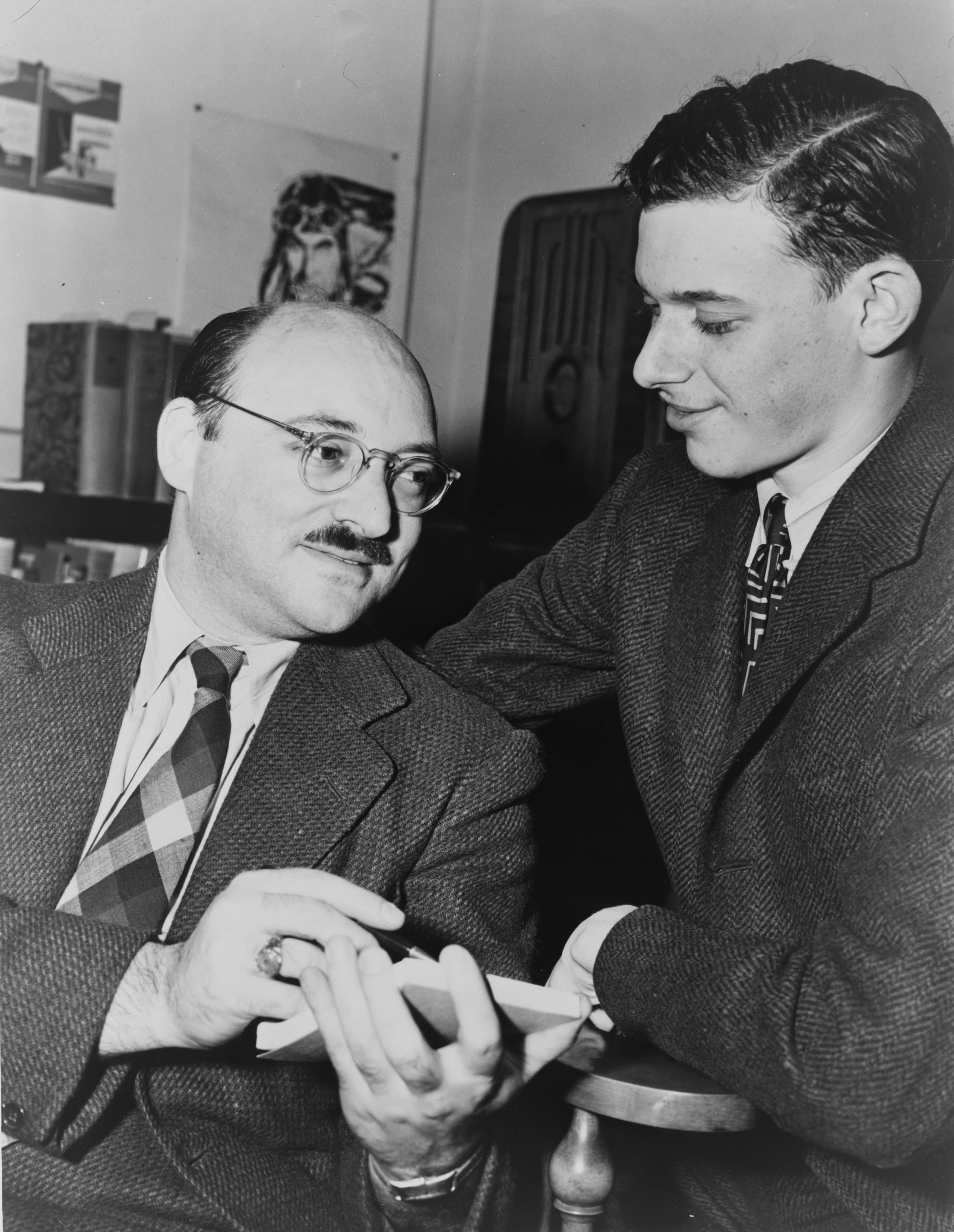
프레데릭 대니 (왼쪽) 가 제임스 야페와 함께 있다. (1943)

엘러리 퀸(Ellery Queen)은 사촌지간이었던 두 명의 미국 작가 프레데릭 대니(Frederic Dannay, 1905년~1982년)와 맨프레드 리(Manfred Bennington Lee, 1905년~1971년)의 공동 필명이자 두 사람이 함께 집필한 추리 소설의 등장인물 이름이다. 엘러리 퀸의 작품은 40여 년간 시리즈로 출판되었는데, 라디오 프로그램, 텔레비전 드라마, 영화 등으로 제작되기도 하였다. 대한민국에서도 서울방송에서 엘러리 퀸 원작의 소설 《Y의 비극》을 소재로 한 드라마를 제작한 바 있다.
엘러리 퀸은 에드거 앨런 포 이후 미국의 중요한 추리 소설 작가로 인정되고 있다.

## 엘러리 퀸의 탄생
엘러리 퀸은 대니와 리가 1928년 멕클루어 메거진(McClure's Magazine)에 발표할 추리소설을 공동으로 집필하기로 하면서 주인공의 이름이자 자신들의 필명으로 고안한 이름이다. 둘은 1929년 〈로마 모자의 비밀(The Roman Hat Mystery)〉를 발표하여 엘러리 퀸이란 이름을 세상에 처음으로 알렸다.

## 작품 특성
초기의 엘러리 퀸 추리 소설은 추리 소설의 황금기에 쓰인 소설들 중에서 "공정한 게임"의 표본과 같은 스타일을 보였다. 독자들은 소설 속 주인공과 같은 방식으로 모든 실마리를 살피고 검토할 수 있으며, 소설을 읽는 동안 이를 통해 지적인 탐구를 즐길 수 있다. 초기 엘러리퀸 추리소설로는 〈그리스 관의 비밀(The Greek Coffin Mystery, 1932년)〉과 같은 작품이 있다.
1940년 엘러리 퀸은 할리우드로 진출하게 된다. 여기서 엘러리 퀸의 이야기는 등장인물의 심리 상태를 보다 부각시키게 되었으며 초기의 특징인 실마리의 제공은 줄어들었다. 소설은 퍼즐을 풀어내는 것보다 주제를 부각시키는 데 더 많은 무게를 두게 되었다. 이 시기 주요 작품으로는 〈열흘간의 불가사의(Ten Days' Wonder , 1948년)〉와 같은 작품이 있다.

## 엘러리 퀸의 최후
신예 추리작가들을 위해 <<EQMM>>(Ellery Queen Mystery Magazine)을 창간했으며 이 잡지는 현재까지도 가장 권위 있는 추리잡지로 꼽힌다. 1971년 4월 3일 리가 심장마비로 사망함에 따라 엘러리 퀸의 역사도 끝이 났다.

## 작품 목록

### 소설
- 로마 모자의 비밀 (The Roman Hat Mystery) — 1929
- 프랑스 파우더의 비밀 (The French Powder Mystery) — 1930
- 네덜란드 구두의 비밀 (The Dutch Shoe Mystery) — 1931
- 그리스 관의 비밀 (The Greek Coffin Mystery) — 1932
- 이집트 십자가의 비밀 (The Egyptian Cross Mystery) — 1932
- 미국 권총의 비밀 (The American Gun Mystery) — 1933
- 샴 쌍둥이의 비밀 (The Siamese Twin Mystery) — 1933
- 중국 오렌지의 비밀 (The Chinese Orange Mystery) — 1934
- 스페인 곶의 비밀 (The Spanish Cape Mystery) — 1935
- 신의 등불 (The Lamp Of God) — 1935
- 중간지대 (Halfway House) — 1936
- The Door Between — 1937
- The Devil To Pay — 1938
- 트럼프 살인사건 (The Four of Hearts) — 1938
- 용의 이빨 (The Dragon's Teeth aka.The Virgin Heiresses) — 1939
- There Was an Old Woman aka. The Quick and the Dead — 1943
- 꼬리 아홉 고양이 (Cat of Many Tails) — 1949
- 악의 기원 (The Origin of Evil) — 1951
- The Scarlet Letters — 1953
- The Glass Village — 1954 (엘러리 퀸과 리처드 퀸 경감이 등장하지 않음)
- Inspector Queen's Own Case — 1956 (리처드 퀸 경감만 등장)
- 최후의 일격 (The Finishing Stroke) — 1958
- The Player on The Other Side — 1963
- …and on the Eighth Day… — 1964
- The Fourth Side of The Triangle — 1965
- A Study in Terror — 1966
- Face to Face — 1967
- The House of Brass — 1968
- Cop Out — 1969 (엘러리 퀸과 리처드 퀸 경감이 등장하지 않음)
- The Last Woman in His Life — 1970
- A Fine and Private Place — 1971

### 라이츠빌 시리즈
- 재앙의 거리 (Calamity Town) — 1942
- 폭스 가의 살인 (The Murderer is a Fox) — 1945
- 열흘 간의 불가사의 (Ten Days' Wonder) — 1948
- 더블, 더블 (Double, Double) — 1950
- 킹은 죽었다 (The King is Dead) — 1952

### 단편집
- 엘러리 퀸의 모험 (The Adventures of Ellery Queen) — 1934
- 엘러리 퀸의 새로운 모험 (The New Adventures of Ellery Queen) — 1940 (신의 등불 포함)
- The Case Book of Ellery Queen — 1945
- 범죄 캘린더 (Calendar Of Crime) — 1952
- 퀸 수사국 (Queen's Bureau of Investigation) — 1955
- Queens Full — 1966
- Q.E.D (Queen's Experiments In Detection) — 1968

### 버너비 로스로 쓴 소설
- X의 비극 (The Tragedy Of X) — 1932
- Y의 비극 (The Tragedy Of Y) — 1932
- Z의 비극 (The Tragedy Of Z) — 1933
- 드루리 레인 최후의 사건 (Drury Lane's Last Case&nbsp);— 1933